# Slovenskega naroda sin
"Slovenskega naroda sin" je slovenska kantavtorska skladba Tomaža Domicelja iz leta 1979, izdana na albumu 48, a nikoli kot single.

## Snemanje
Snemanje dotične pesmi je potekalo v Studiu 14, RTV Ljubljana pod vodstvom Zorana Ažmana in v studiu Akademik pod vodstvom Mira Bevca. Zmiksano pa v studiu BBC v Londonu leta 1979.

## Zasedba

### Produkcija
- Tomaž Domicelj – glasba, producent
- Dečo Žgur – aranžma
- Zoran Ažman – tonski snemalec (Studio 14)
- Miro Bevc – tonski snemalec (Studio Akademik, Ljubljana; 8.-15. februar 1979)
- Mike Robinson – miks (Studio BBC, London; 22.-25. februar 1979)
- Jure Robežnik – odgovorni urednik

### Studijska izvedba
- Tomaž Domicelj – ustna harmonika, vokal
- Zabavni orkester RTV Ljubljana – glasbena spremljava
- Nada Žgur (Strune) – zbor